# Trichomma insulare
Trichomma insulare là một loài tò vò trong họ Ichneumonidae.